# Районы Испании

Комарки Испании

Кома́рка (исп. comarca) — общее название района в Испании по различным системам районирования.
Обычно комарки объединяют административно-территориальные единицы более низкого уровня — муниципалитеты.
Поскольку в Испании нет единой системы районирования, статус комарок различается в разных автономных сообществах и провинциях. Некоторые комарки (например, в Каталонии и Арагоне) имеют чётко определённый правовой статус, и их руководящие органы — советы комарок — наделены определёнными полномочиями.
В других случаях (например, у комарки Ла-Карбальеда в провинции Самора) правовой статус комарок точно не определён, поскольку их исторически сложившиеся территории могут находиться одновременно в различных провинциях. В таких комарках или природных регионах муниципалитеты для управления своими ресурсами организуют свободные ассоциации (исп. Mancomunidad), например, в Таула-дель-Сенья — комарке, находящейся на стыке южного Арагона, Каталонии и северной Валенсии. Существует также комарка Баша-Серданья, которая разделена между двумя государствами: её юго-западная часть считается комаркой Испании и входит в состав провинций Жирона и Льейда, а северо-восточная часть расположена на территории Франции и входит в департамент Восточные Пиренеи.
Некоторые комарки охватывают большую территорию и делятся на подрайоны (субкомарки). В настоящее время в Испании насчитывается 324 комарки.

## Списки комарок по автономным сообществам

### Комарки Андалусии

#### Комарки провинции Альмерия
- Валье-дель-Альмансора
- Поньенте-Альмерьенсе
- Нихар
- Лос Велес
- Леванте
- Альмерия

#### Комарки провинции Кадис
- Баия-де-Кадис
- Коста-Нороэсте-де-Кадис
- Кампо-де-Гибралтар
- Ла-Ханда
- Кампинья-де-Херес
- Сьерра-де-Кадис

#### Комарки провинции Кордова
- Альто-Гвадалькивир
- Кампинья-де-Баэна
- Кампинья Эсте-Гуадахос
- Кампинья-Сур
- Валье-де-лос-Педрочес
- Суббетика
- Валье-дель-Гуадьято
- Валье-Медио-дель-Гвадалькивир

#### Комарки провинции Гранада
- Альпухарра-Гранадина
- Алама
- Баса
- Гуадикс
- Уэскар
- Лоха
- Коста-Тропикаль
- Лос-Монтес
- Валье-де-Лекрин
- Вега-де-Гранада

#### Комарки провинции Уэльва
- Андевало
- Кондадо-де-Уэльва
- Суэнса Минера-де-Уэльва
- Коста Оксиденталь-де-Уэльва
- Уэльва
- Сьерра-де-Уэльва

#### Комарки провинции Хаэн
- Альто-Гвадалькивир-Касорла
- Ла Кампинья
- Эль Кондадо
- Большой Хаэн
- Ла Лома
- Лас-Вильяс
- Норте
- Сьерра Магина
- Сьерра-де-Сегура
- Сьерра Сур-де-Хаэн

#### Комарки провинции Малага
- Антекера
- Ахаркия-Коста-дель-Соль
- Коста-дель-Соль-Оксиденталь,Коста-дель-Соль
- Малага-Коста-дель-Соль
- Валье-дель-Гуадалорсе
- Гуадальтреба
- Норориенталь-де-Малага
- Серрания-де-Ронда
- Сьерра-де-лас-Нивес

#### Комарки провинции Севилья
- Бахо-Гвадалькивир
- Вега-дель-Гвадалькивир
- Кампинья-де-Кармона
- Кампинья-де-Морон-и-Марчена
- Большая Севилья
- Лос-Алькорес
- Сьерра-Норте-де-Севилья
- Сьерра-Сур-де-Севилья
- Эль-Альхарафе
- Эсиха

### Комарки Арагона

#### Комарки провинции Уэска
- Альто-Гальего
- Бахо-Синка
- Ла-Литера
- Монегрос
- Ойя-де-Уэска
- Рибагорса
- Синка-Медио
- Собрарбе
- Сомонтано-де-Барбастро
- Хасетания

#### Комарки провинции Теруэль
- Андорра-Сьерра-де-Аркос
- Бахо-Арагон
- Бахо-Мартин
- Гудар-Хаваламбре
- Большой Теруэль
- Куэнкас-Минерас
- Матаррания
- Маэстрасго
- Сьерра-де-Альбаррасин
- Хилока

#### Комарки провинции Сарагоса
- Аранда
- Бахо-Арагон-Каспе
- Бахо-Синка
- Вальдехалон
- Кампо-де-Бельчите
- Кампо-де-Борха
- Кампо-де-Дарока
- Кампо-де-Кариньена
- Комунидад-де-Калатаюд
- Рибера-Альта-дель-Эбро
- Рибера-Баха-дель-Эбро
- Сарагоса
- Синко-Вильяс
- Тарасона-и-эль-Монкайо
- Хасетания

### Комарки Астурии

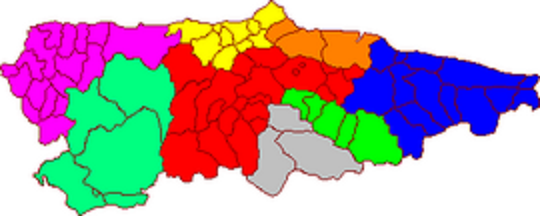
Комарки автономного сообщества Астурия

- Авилес
- Каудаль
- Налон
- Нарсеа
- Овьедо
- Орьенте
- Хихон
- Эо-Навия

### Комарки Балеарских островов

#### Мальорка
- Пальма
- Пла-де-Мальорка
- Сьерра-де-Трамонтана
- Райгер
- Миджорн
- Льевант

#### Ивиса
-

#### Менорка
-

#### Форментера
-

### Комарки Страны Басков

#### Комарки провинции Алава
- Куадрилья-де-Аяла
- Куадрилья-де-Аньяна
- Витория-Гастейс
- Куадрилья-де-Сальватьерра
- Куадрилья-де-Горбеиальдеа
- Монтания-Алавеса
- Риоха-Алавеса

#### Комарки провинции Бискайя
- Арратия-Нервион
- Бустурияльдеа-Урдайбай
- Гран-Бильбао
- Дурангесадо
- Лас-Энкартасьонес
- Леа-Артибай
- Марген-Искьерда
- Урибе

#### Комарки провинции Гипускоа
- Альто-Дева
- Бахо-Бидасоа
- Бахо-Дева
- Гойерри
- Сан-Себастьян
- Толосальдеа
- Урола-Коста

### Комарки Валенсии

Комарки Валенсии

#### Комарки провинции Аликанте
- Ойя-де-Алькой
- Комтат
- Марина-Альта
- Марина-Баха
- Альто-Виналопо
- Виналопо-Митха
- Бах-Виналопо
- Алаканти
- Вега-Баха-дель-Сегура
- Вальс-д-Алькой
- Ойя-де-Касталья

#### Комарки провинции Кастельон
- Алькалатен
- Альто-Маэстрасго
- Альто-Михарес
- Альто-Палансия
- Бахо-Маэстрасго
- Плана-Альта
- Плана-Баха
- Лос-Пуэртос

#### Комарки провинции Валенсия
- Кампо-де-Турия
- Кампо-де-Морведре
- Каналь-де-Наваррес
- Костера
- Ойя-де-Буньоль
- Валенсия
- Уэрта-Норте
- Уэрта-Оэсте
- Уэрта-Сур
- Рекена-Утьель
- Ринкон-де-Адемус
- Рибера-Альта
- Рибера-Баха
- Сафор
- Лос-Серранос
- Валье-де-Альбайда
- Валье-де-Кофрентес

### Комарки Галисии

#### Комарки провинции Ла-Корунья
- Арсуа
- Барбанса
- Баркала
- Бергантиньос
- Бетансос
- Коруния
- Мурос
- Ноя
- Орденес
- Ортегаль
- Сантьяго
- Сар
- Тьерра-де-Мельид
- Тьерра-де-Сонейра
- Ферроль
- Финистерре
- Шальяс
- Эуме

#### Комарки провинции Оренсе
- Альярис-Маседа
- Баха-Лимия
- Карбальино
- Лимия
- Оренсе
- Рибейро
- Тьерра-де-Кальделас
- Тьерра-де-Селанова
- Тьерра-де-Тривес
- Вальдеоррас
- Верин
- Виана

#### Комарки провинции Понтеведра
- Бахо-Миньо
- Кальдас
- Кондадо
- Деса
- Моррасо
- Параданта
- Понтеведра
- Сальнес
- Табейрос — Тьерра-де-Монтес
- Виго

#### Комарки провинции Луго
- Лос-Анкарес
- Чантада
- Фонсаграда
- Луго
- Ла-Мариния-Сентраль
- Ла-Мариния-Оксиденталь
- Ла-Мариния-Орьенталь
- Мейра
- Кирога
- Саррия
- Терра-Ча
- Терра-де-Лемос
- Ульоа

### Комарки Канарских островов

#### Комарки провинции Лас-Пальмас
- Фуэртевентура
- Лансароте
- Лас-Пальмас-де-Гран-Канария

#### Комарки провинции Санта-Крус-де-Тенерифе
- Эль-Иерро
- Гомера
- Ла Пальма
- Тенерифе

### Комарки Кантабрии

Комарки Кантабрии

- Асон-Агуэра
- Бесайя
- Кампоо-Лос-Вальес
- Коста-Оксиденталь
- Коста-Орьенталь
- Льебана
- Саха-Нанса
- Сантандер
- Трасмьера
- Лос-Вальес-Пасьегос

### Комарки Кастилии-Ла-Манчи

#### Комарки провинции Альбасете
- Льянос-де-Альбасете
- Кампос-де-Эльин
- Ла-Манча-дель-Хукар-Сентро
- Ла-Манчуэла
- Монте-Иберико-Корредор-де-Альманса
- Сьерра-де-Алькарас-и-Кампо-де-Монтьель
- Сьерра-дель-Сегура

#### Комарки провинции Сьюдад-Реаль
- Валье-де-Алькудия
- Кампо-де-Калатрава
- Ла-Манча
- Монтес
- Кампо-де-Монтьель
- Сьерра-Морена

#### Комарки провинции Куэнка
- Ла-Алькаррия
- Ла-Манча
- Манчуэла-Конкенсе
- Серрания-Алта
- Серрания-Медия-Кампичуело и Серрания-Баха

#### Комарки провинции Гвадалахара
- Ла-Алькаррия
- Кампинья-де-Гвадалахара
- Сеньорио-де-Молина-Альто-Тахо
- Ла-Серрания

#### Комарки провинции Толедо
- Ла-Кампана-де-Олопеса,
- Ла-Хара
- Манча-Альта-де-Толедо
- Меса-де-Оканья
- Ла-Сагра
- Монтес-де-Толедо
- Сьерра-де-Сан-Висенте
- Талавера-де-ла-Рейна
- Толедо
- Торрихос

### Комарки Кастилии-Леона

#### Комарки провинции Авила
- Ла-Моранья
- Де-Авила
- Эль-Барко-де-Авила-Пьедрахита
- Де-Бургохондо-эль-Тьембло-Себрерос
- Аренас-де-Сан-Педро

#### Комарки провинции Бургос
- Альфос-де-Бургос
- Арланса
- Ла-Буреба
- Эбро
- Мериндадес
- Монтес-де-Оса
- Одра-Писуэрга
- Парамос
- Рибера-дель-Дуэро
- Сьерра-де-ла-Деманда

#### Комарки провинции Леон
- Альфос-де-Леон
- Бабия
- Кабрера
- Эль-Бьерсо
- Парамо-Леонес
- Ласияна
- Ла-Сепеда
- Ла-Собарриба
- Лос-Аргуэльос
- Луна
- Марагатерия
- Омания
- Тьерра-ле-Баньеса
- Вега-дель-Эсла

#### Комарки провинции Паленсия
- Эль-Серрато-Палентино
- Монтанья-Палентина
- Парамос-Вальес
- Тьерра-де-Кампос

#### Комарки провинции Саламанка
- Эль-Абаденго
- Лас-Аррибес
- Тьерра-де-Альба
- Ла-Армуния
- Кампо-де-Пеньяранда
- Кампо-Чарро
- Сьюдад-Родриго-Сьерра-де-Гата
- Сьерра-де-Бехар
- Сьерра-де-Франсия
- Ледесма
- Валье-де-лас-Батуэкас
- Витигудино,
- Ла-Рамахера
- Эль-Реболлар

#### Комарки провинции Сеговия
- Сепульведа
- Эспинар
- Тьерра-де-Пинарес
- Санта-Мария-Ла-Реаль-де-Ньева
- Сеговия-и-су-Альфос,
- Кока
- Фресно-де-Кантеспино

#### Комарки провинции Сория
- Альмасан
- Тьеррас-дель-Бурго
- Кампо-де-Гомара
- Пинарес
- Сория
- Тьеррас-Альтас
- Тьерра-де-Агреда
- Тьерра-де-Мединасели

#### Комарки провинции Вальядолид
- Тьерра-де-Кампос
- Монтес-Торосос
- Парамос-дель-Эсгева
- Тьерра-де-Пинарес
- Кампо-де-Пеньяфьель
- Кампиния-дель-Писуэрга
- Тьерра-дель-Вино
- Тьерра-де-Медина

#### Комарки провинции Самора
- Альфос-де-Торо
- Алисте
- Бенавенте-и-Лос-Вальес
- Ла-Карбальеда
- Ла-Гварения
- Санабрия
- Сайяго
- Тьерра-де-Альба
- Тьерра-де-Кампос
- Тьерра-де-Табара
- Тьерра-дель-Пан
- Тьерра-дель-Вино

### Комарки Каталонии

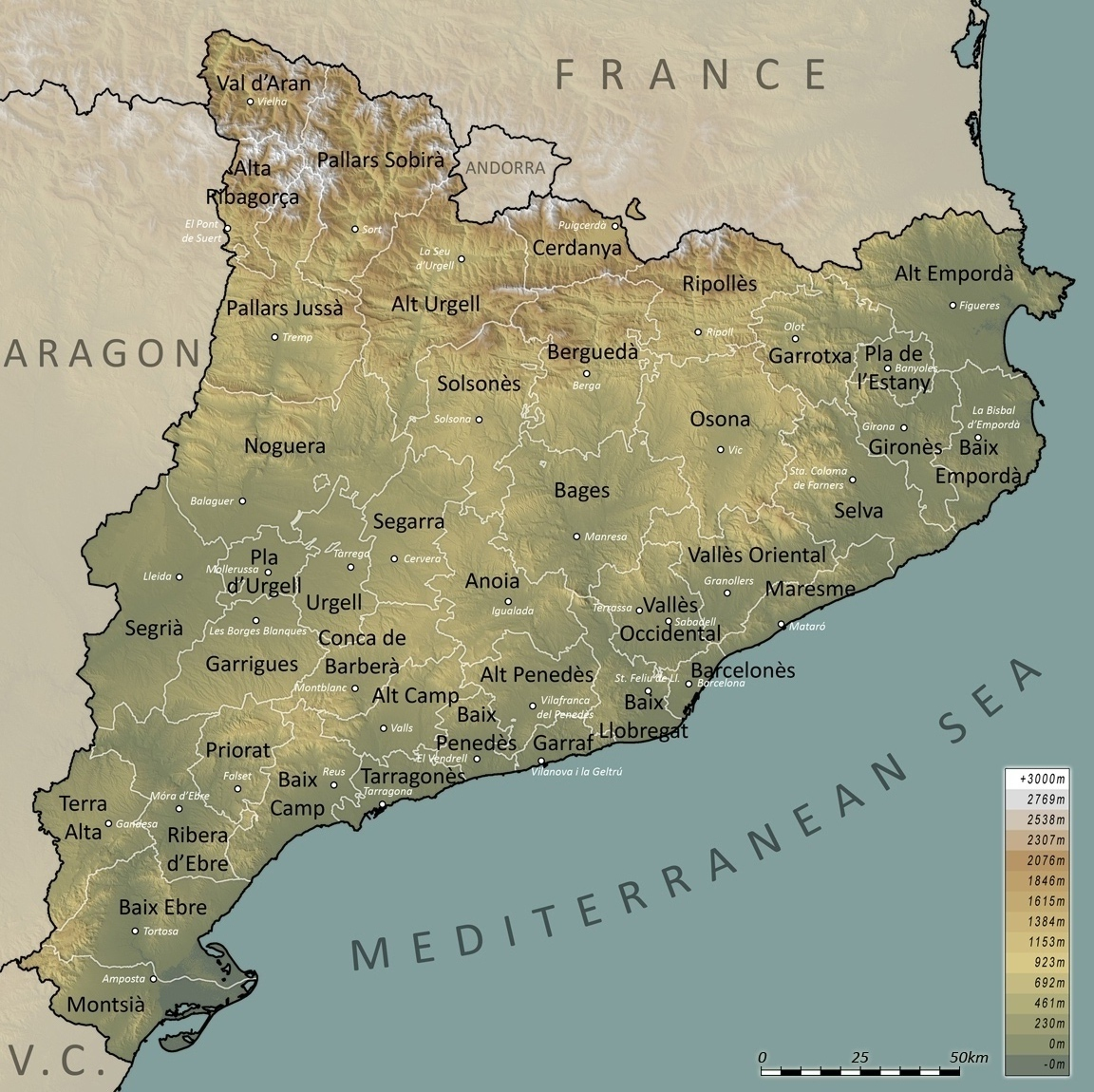
Комарки Каталонии

#### Комарки провинции Барселона
- Альт-Пенедес
- Анойя
- Бажес
- Баш-Льобрегат
- Барселонес
- Бергеда
- Гарраф
- Маресме
- Мойянес
- Осона
- Вальес-Оксиденталь
- Вальес-Орьенталь

#### Комарки провинции Жирона
- Альт-Эмпорда
- Баш-Эмпорда
- Баша-Серданья
- Жиронес
- Ла Гарроча
- Осона
- Пла-де-ла-Эстань
- Рипольес
- Сельва

#### Комарки провинции Льейда
- Альт-Уржель
- Альта-Рибагорса
- Баша-Серданья
- Валь-д’Аран
- Гарригес
- Ногера
- Пальярс-Собира
- Пальярс-Хусса
- Пла-д'Уржель
- Сегарра
- Сегрия
- Сольсонес
- Уржель

#### Комарки провинции Таррагона
- Альт-Камп
- Баш-Камп
- Баш-Пенедес
- Баш-Эбре
- Конка-де-Барбера
- Монтсия
- Приорат
- Рибера-д’Эбре
- Таррагонес
- Терра-Альта

### Комарки Мадрида
- Алькала
- Ареа-Метрополитана
- Кампинья-дель-Энарес
- Сур
- Куэнка-Альта-дель-Мансанарес
- Куэнка-дель-Гвадаррама
- Куэнка-дель-Медио-Харама
- Куэнка-дель-Энарес
- Лас-Вегас
- Сьерра-Норте
- Сьерра-Оэсте-де-Мадрид

### Комарки Мурсии

Комарки Мурсии

- Альтиплано
- Альто-Гвадалентин
- Бахо-Гвадалентин
- Кампо-де-Картахена
- Уэрта-де-Мурсия
- Мар-Менор
- Нороэсте
- Орьенталь
- Рио-Мула
- Валье-де-Рикоте
- Вега-Альта-дель-Сегура
- Вега-Медия-дель-Сегура

### Комарки Наварры

Деление автономного сообщества Наварра

- Аойс
- Альто-Бидасоа
- Ауньяменди
- Бастан
- Вальдисарбе
- Валье-де-Ронкаль
- Куэнка-де-Памплона
- Ла-Барранка
- Лумбьер
- Норте-де-Аралар
- Пуэнте-ла-Рейна
- Рибера Арга-Арагон
- Ронкаль-Саласар
- Рибера-дель-Альто-Эбро
- Сангуэса
- Синко-Вильяс
- Тафалья
- Тьерра-Эстелья
- Тудела
- Ульцамальдеа
- Эстелья-Оксиденталь
- Эстелья-Орьенталь

### Комарки Риохи
- Риоха Альта
- Риоха Медия
- Риоха Баха

### Комарки Эстремадуры

#### Комарки провинции Бадахос
- Бадахос
- Кампиния-Сур
- Ла-Серена
- Ла-Сиберия
- Лас-Вегас-Альтас
- Льянос-де-Оливенса
- Мерида
- Сафра-Рио-Бодион
- Сьерра-Суроэсте
- Тентудия
- Тьерра-де-Баррос

#### Комарки провинции Касерес
- Алькантара
- Валенсия-де-Алькантара
- Валье-дель-Амброс
- Валье-дель-Херте
- Вегас-дель-Алагон
- Кампо-Араньуэло
- Ла-Вера
- Лас-Вильуэркас
- Лас-Урдес
- Лос-Иборес
- Льянос-де-Касерес
- Сьерра-де-Гата
- Тахо-Салор
- Трасьерра-Тьеррас-де-Гранадилья
- Трухильо